# Východní Indie

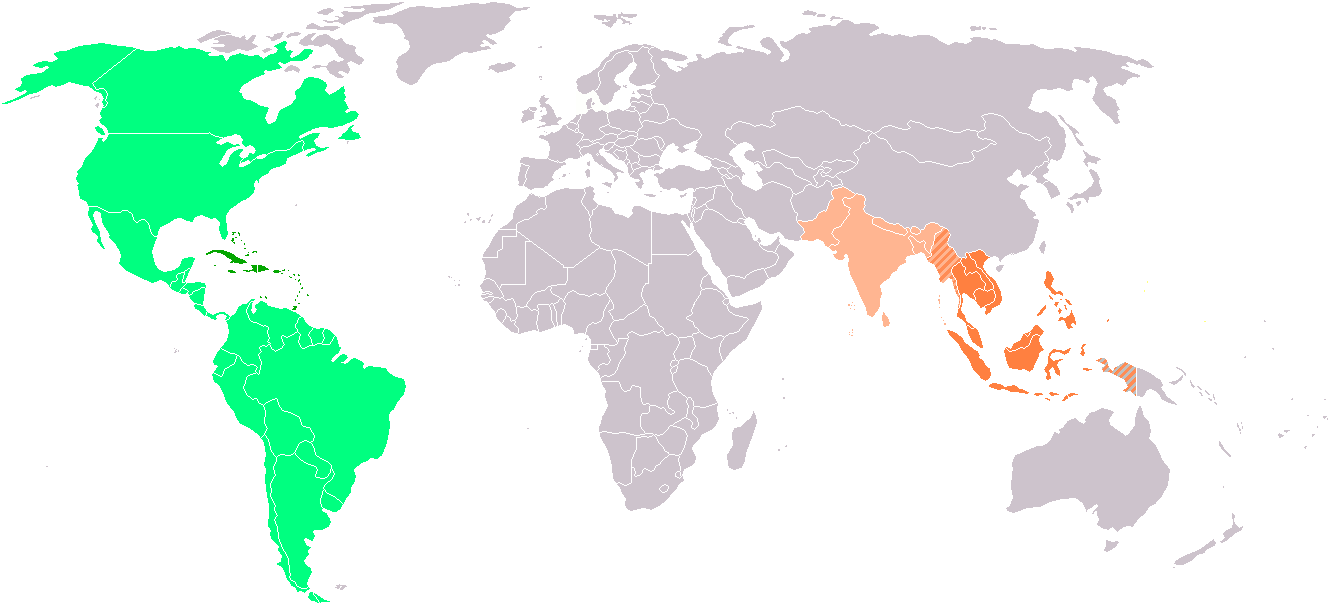
Východní Indie:
Východní Indie, nejběžnější definice
Východní Indie, širší definice
Západní Indie:
Západní Indie, nejběžnější definice
Západní Indie, širší definice

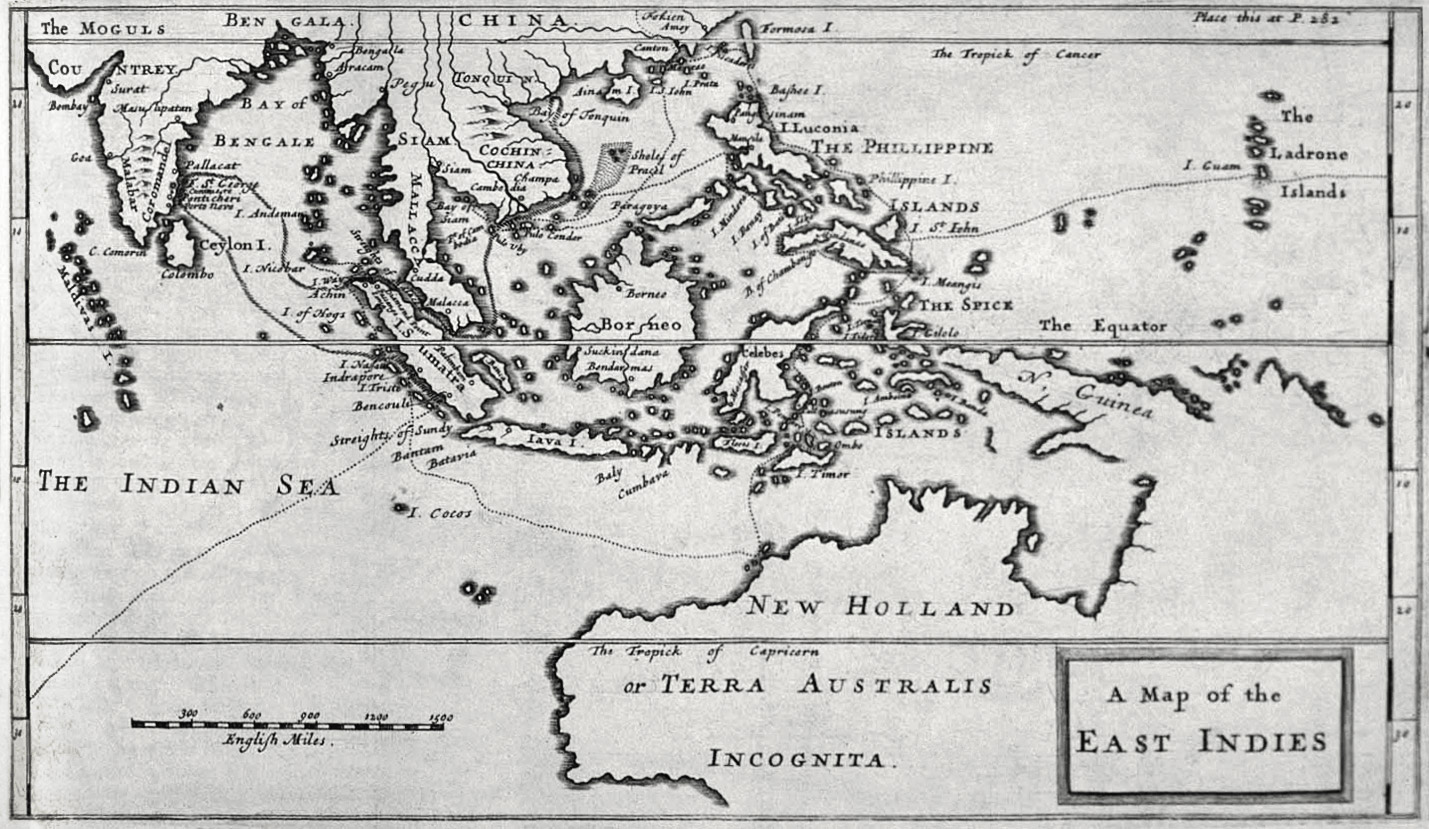
mapa Východní Indie z roku 1697

Východní Indie je historický název pro region jihovýchodní a jižní Asie. Neexistuje žádná pevná definice tohoto pojmu, ale v nejběžnějším pojetí zahrnuje dnešní státy Filipíny, Indonésii, Brunej, Singapur, Malajsii, Východní Timor, Vietnam, Laos, Kambodžu, Thajsko a Myanmar, v širším pojetí pak i Pákistán, Indii, Srí Lanku, Maledivy, Nepál, Bhútán a Bangladéš. Do Východní Indie se nikdy nezahrnovalo Japonsko, Čína a další území severně od Himálají, pro které se používal souhrnný název Dálný východ. 
Název se začal používat v 16. století, kdy evropští námořníci a obchodníci vyplouvali na zámořské výpravy za účelem obchodu především kořením, barvivy, tropickým dřevem, luxusním zbožím (diamanty, perly, slonovina) apod., a to na rozlišení od Západní Indie, což bylo původní označení oblasti Karibiku, resp. celého Nového světa. V koloniálním období zde provozovaly obchod téměř výhradně tzv. Východoindické společnosti (britská, nizozemská, portugalská atd.)
I přes cizojazyčné názvy (anglický výraz East Indies, francouzský Indes orientales či španělský Indias Orientales), které jsou v plurálu, je v češtině běžnější název Východní Indie v singuláru (ta Východní Indie, nikoli ty Východní Indie). Výraz Východní Indie se v tomto významu píše s velkým písmenem V pro odlišení od východní části indického státu, pro kterou se používá malé v.